# یورگن براهمر
یورگن براهمر (آلمانی: Jürgen Brähmer؛ زادهٔ ۵ اکتبر ۱۹۷۸) بوکسور اهل آلمان بود.